# ایطو
ایطو (به عربی: أیطو) یک منطقهٔ مسکونی در لبنان است که در استان شمالی لبنان واقع شده‌است.